# Tomosvaryella hactena
Tomosvaryella hactena är en tvåvingeart som beskrevs av Hardy 1972. Tomosvaryella hactena ingår i släktet Tomosvaryella och familjen ögonflugor.
Artens utbredningsområde är Thailand. Inga underarter finns listade i Catalogue of Life.